# إيلا وودورد
إيلا وودورد (بالإنجليزية: Ella Woodward)‏ هي مدونة بريطانية، ولدت في 31 مايو 1991.

## وصلات خارجية
- الموقع الرسمي